# 286. Sicherungs-Division
La 286. Sicherungs-Division fu una divisione di sicurezza dell'esercito tedesco attiva durante la seconda guerra mondiale che venne creata nel marzo 1941 e schierata sul fronte orientale, dove fu sciolta nel novembre 1944, per poi essere riformata nel dicembre dello stesso anno nella 286. Infanterie-Division, che fu ulteriormente sciolta nell'aprile 1945.

## Storia

### 286. Sicherungs-Division
La divisione fu costituita il 15 marzo 1941, da un terzo della 213. Infanterie-Division; differiva da tutte le altre divisioni di sicurezza dell'esercito perché era dotata di un reggimento aggiuntivo e comprendeva quindi un totale di tre reggimenti. Dopo l'inizio dell'operazione Barbarossa, il 22 giugno 1941, la divisione marciò dietro le truppe motorizzate, avanzando su Brest Litovsk, Baranovichi, Minsk e Orsa, dove rimase nei mesi successivi. Durante la battaglia di Mosca tra il 1941 ed il 1942, assunse compiti di sicurezza dietro la linea del fronte, ma non fu schierata. Nel maggio 1943, la divisione faceva parte del gruppo di combattimento Gottberg e si macchiò dell'omicidio di circa 10.000-20.000 persone, durante l'operazione Cottbus. La divisione fu poi utilizzata contro le unità partigiane alla fine del 1943 insieme alla brigata Kaminski. Fu sciolta nella zona di Orsa nel giugno 1944; con i suoi resti ed altre truppe di sicurezza della 4. Armee, la divisione fu ristabilita nella zona di Osowiec-Twierdza, sull'alto Narew. Il 17 dicembre 1944 l'unità in fase di riorganizzazione fu trasferita a Memel, nella Prussia orientale e riorganizzata nella 286. Infanterie-Division, poiché non vi era più alcuna necessità di divisioni di sicurezza a causa della perdita di quasi tutto il territorio sovietico.
Durante il processo di Minsk del 1946, il comandante della divisione Johann-Georg Richert fu condannato a morte per i crimini di guerra commessi dalla divisione in Bielorussia.

### 286. Infanterie-Division
La divisione fu costituita il 17 dicembre 1944 vicino a Memel, dalla 286. Sicherungs-Division. La divisione non è stata completata del tutto, infatti fu parzialmente utilizzata per espandere le posizioni dei bunker tra Francoforte sull'Oder e Fürstenberg. Nel marzo 1945 la divisione prese parte a diverse battaglie difensive nelle posizioni dei bunker e nell'aprile 1945 si ritirò, passando per Brieskow-Finkenheerd e Müllrose, a sud-est di Berlino. La divisione fu smantellata vicino a Neukuhren ed il personale fu utilizzato a Swinemünde per creare la Ausbildungs-Division 286 (divisione di addestramento 286) nella 9. Armee.

## Ordine di battaglia
286. Sicherungs-Division dicembre 1941
- verstärktes Infanterie-Regiment 354
- II./Artillerie-Regiment 213
- Wach-Bataillon 704
- Divisions-Nachrichten-Abteilung 825
- Reiterhundertschaft 286
- Landesschützen-Regimentsstab 61
- Divisionseinheiten 354

286. Sicherungs-Division novembre 1942
- Sicherungs-Regiment 61
- Sicherungs-Regiment 122
- III./Polizei-Regiment 8

286. Infanterie-Division
- Grenadier-Regiment 926
- Grenadier-Regiment 927
- Grenadier-Regiment 931
- Artillerie-Regiment 286
- Feldersatz-Bataillon 286
- Nachrichten-Abteilung 286
- Feldersatz-Bataillon 286

## Decorazioni
Un soldato della 286. Sicherungs-Division fu premiato con la Croce Tedesca in oro per le sue azioni in guerra.

## Comandanti
286. Sicherungs-Division
- Generalleutnant Kurt Müller (15 marzo 1941 - 15 giugno 1942)
- Generalleutnant Johann-Georg Richert (15 giugno 1942 - 1° novembre 1943)
- Generalleutnant Hans Oschmann (1° novembre 1943 - 5 agosto 1944)
- Generalleutnant Friedrich-Georg Eberhardt (5 agosto 1944 - 17 dicembre 1944)

286. Infanterie-Division
- Generalleutnant Friedrich-Georg Eberhardt (17 dicembre 1944 - 26 dicembre 1944)
- Generalleutnant Wilhelm Thomas (26 dicembre 1944 - 26 gennaio 1945)
- Oberst Willi Schmidt (26 gennaio 1945 - 31 gennaio 1945)
- Generalmajor Emmo von Roden (31 gennaio 1945 - aprile 1945)